# Schlacht bei den Ost-Salomonen
Tulagi und Gavutu-Tanambogo – Savo Island – Tenaru – Ost-Salomonen – Bloody Ridge – Operationen am Fluss Matanikau – Cape Esperance – Henderson Field – Santa-Cruz-Inseln – Matanikau-Offensive – Koli Point – Carlsons Patrouille – Guadalcanal – Tassafaronga – Mount Austen – Rennell Island – Operation Ke – Operation Cleanslate
Die Schlacht bei den Ost-Salomonen, im Rahmen der Operation Ka, der japanischen Gegenoffensive auf die US-amerikanische Besetzung der Inseln Guadalcanal und Florida in den Salomonen während der Operationen Ringbolt und Watchtower, fand als kombinierte See- und Luftschlacht vom 23. bis zum 25. August 1942 während des Pazifikkriegs im Zweiten Weltkrieg statt.

## Vorgeschichte
Die beiden US-Operationen wurden am 7. August 1942 von der 1. Marinedivision unter dem Kommando von Generalmajor Alexander A. Vandegrift unter dem lokalen Kommando von Vizeadmiral Frank J. Fletcher und dem Gesamtkommando der Südpazifik-Streitmacht der Pazifikflotte von Vizeadmiral Robert L. Ghormley durchgeführt. Fletcher führte dazu eine Task Force, die sich auf drei Flugzeugträger stützte, um den Angriff zu decken.
Nach der erfolgreichen Besetzung der Salomonen-Inseln Guadalcanal und Florida am 7. und 8. August und den schweren Verlusten bei der Seeschlacht in der Nacht vor der Insel Savo am 9. August folgte eine Phase relativer Inaktivität von etwa zwei Wochen. In dieser Zeit wurden kleine Verstärkungsoperationen für die Marines im Gebiet Guadalcanal-Tulagi durchgeführt, die die Japaner mit Schiffseinsätzen und Kampfflugzeugen versuchten zu verhindern. Zeitgleich brachten die Japaner verstärkt Truppen nach Rabaul auf Neubritannien um einen Großangriff auf den neu gewonnenen Stützpunkt der Amerikaner auf Guadalcanal zu starten. Sie betrachteten die Insel als wesentlich für die Sicherheit ihrer äußeren Verteidigungslinie, denn sie planten die Insel zu einer Basis auszubauen, von der aus die alliierten Nachschublinien über den Pazifik von den USA nach Neuseeland und Australien unterbinden konnten. Deshalb planten und starteten die Japaner die Operation Ka um die Marines und ihre unterstützenden Seestreitkräfte vom südöstlichen Ende des Salomonen-Archipels zu vertreiben.
Nach schweren japanischen Luftangriffen zog Fletcher am 8. August seine verwundbaren Träger und Transportschiffe zurück auf die Inseln Espíritu Santo und Neukaledonien. 16.000 US-Marines auf Guadalcanal und 6.000 weitere auf Tulagi waren nun ohne Deckung der Pazifikflotte. Ihre Rationen reichten nur für 37 Tage und sie besaßen nur begrenzte Munition für die Artillerie und die Handfeuerwaffen.

## Vorbereitungen der Japaner
Am 15. August war die Abteilung, die für die Gegenoffensive auf Guadalcanal vorgesehen war, auf Truk eingetroffen. Sie stand unter dem Kommando von Oberst Ichiki Kiyonao. Die komplette 35. Brigade würde die Insel erst am 23. August erreichen. Da die Gegenoffensive noch vor der Indienststellung von Henderson Field durch die Amerikaner begonnen werden sollte, befahl Vizeadmiral Mikawa Gun’ichi, Kommandant der 8. Flotte mit Sitz in Rabaul, am 15. August Konteradmiral Tanaka Raizō, Kommandant des 2. Zerstörergeschwaders, sechs Schiffe seiner Zerstörerdivisionen 4 und 7 zur Landung der Ichiki-Abteilung einzusetzen und die ersten 917 seiner Männer auf Guadalcanal anzulanden. Tanaka wurde befohlen, am Morgen des folgenden Tages zu dieser Mission aufzubrechen und in der Nacht vom 17. auf den 18. August Guadalcanal zu erreichen. Die restlichen 1.411 Mann der Abteilung und die Artillerie sollten Truk noch am selben Tag verlassen, jedoch nur in zwei veralteten Armeetransportern, die nur 9 Knoten Maximalgeschwindigkeit liefen und daher erst am 22. August eintreffen konnten. Diese Schiffe wurden weit nach Osten geleitet, um der Entdeckung durch alliierte Aufklärungsflugzeuge zu entgehen, die von der Milne-Bucht am äußersten östlichen Ende der Insel Neuguinea aus operierten. Zu diesem Zeitpunkt war den Japanern auch noch nicht klar, dass die Alliierten einen einsatzfähigen Flugplatz auf Espíritu Santo in der Inselgruppe der Neuen Hebriden hatten. Daher glaubten sie, dass die aktuellen Aufklärungsflüge aus dem Südosten von Efate, ebenfalls in den Neuen Hebriden, gestartet würden.

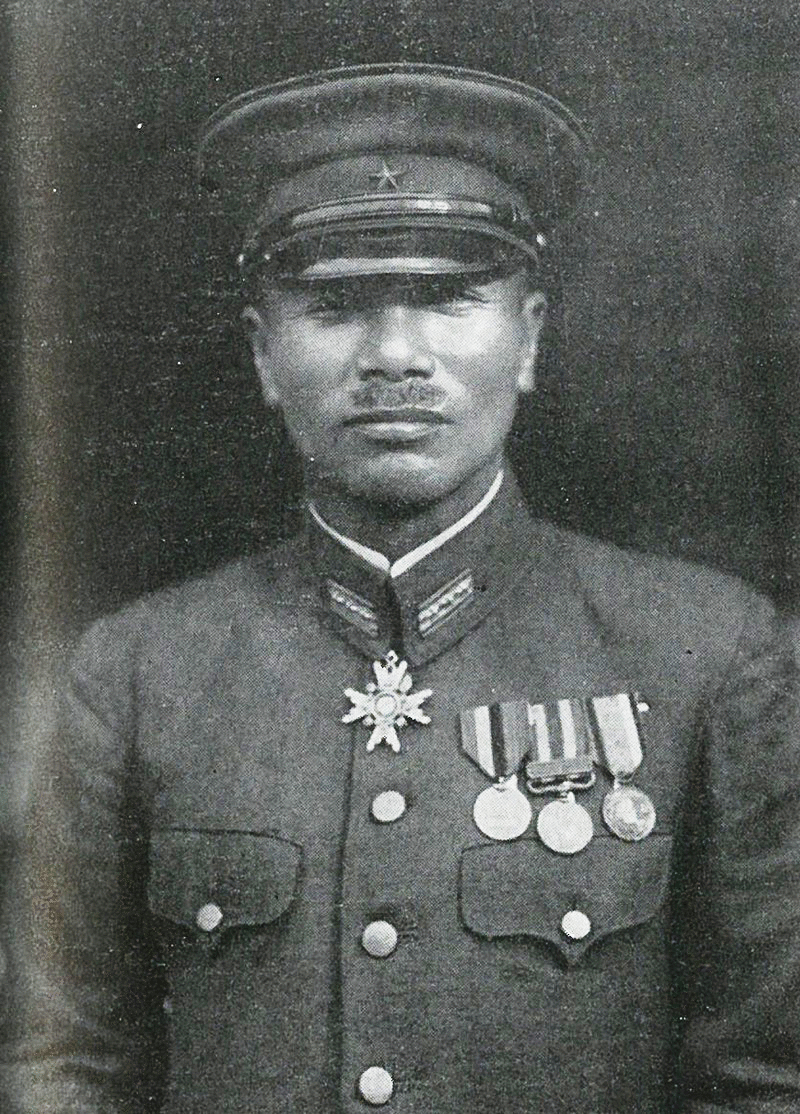
Oberst Ichiki Kiyonao

Die Operation erhielt die Bezeichnung KA und sollte am 24. August beginnen. Am selben Tag sollten zwei Bataillone der 35. Brigade Truk nach Tulagi verlassen und bis zum 27. August sollte die Ichiki-Abteilung Henderson-Feld zurückerobert haben. Anschließend sollte die lokale Luftüberlegenheit durch die dortige Stationierung von Zero-Jagdflugzeugen gewährleistet werden. Für den Folgetag war das Eintreffen der 35. Brigade vorgesehen, die als „Räumkommando“ gegen die Amerikaner vorgehen und Guadalcanal und Tulagi zurückerobern sollte.

## Beginn der Operation Ka
Östlich des Verteidigungsbereichs der US-Marines am Lunga Point landeten am 17. August die ersten japanischen Verstärkungen. Dies waren 113 Mann der 5. Yokosuka-Spezial-Marinelandungseinheit und etwa 100 Mann der 3. Kure-Spezial-Marinelandungseinheit, die der Zerstörer Oite nach Guadalcanal gebracht hatte. Die Oite war für geheime Hochgeschwindigkeitsfahrten nach Guadalcanal abkommandiert worden.
Noch am selben Tag trafen die Schiffe der 2. Flotte unter Admiral Kondō Nobutake im Truk-Atoll ein und die der 3. Flotte unter Nagumo Chūichi etwa vier Tage später. Dahinter folgte Admiral Yamamoto Isoroku mit dem Schlachtschiff Yamato, das von einem Geleitflugzeugträger und drei Zerstörern unterstützt wurde. Alle diese Bewegungen wurden vom alliierten Geheimdienst entdeckt, doch da die Japaner am 15. August eine umfassende Überarbeitung ihrer Signalcodes durchführten, wurde die Arbeit der alliierten Kryptoanalytiker bei der Bereitstellung zeitnaher und genauer Informationen stark behindert.
Die Ichiki-Abteilung mit 917 Mann wurde gegen 1:00 Uhr am 19. August bei Taivu Point, etwa 35 Kilometer östlich von Lunga Point, von sechs Zerstörern ohne Gegenwehr angelandet. Ichiki schickte seine Männer auf Patrouillengänge, um die westlich liegenden Amerikaner und deren Stellungen auszukundschaften. In der Folge entbrannte am 21. August die Schlacht am Tenaru.

## Vor der Schlacht
Während die Japaner in der Vorbereitung der Operation Ka waren, konnten die Marines das Flugfeld auf Guadalcanal für den Betrieb mit Jägern und leichten Kampfflugzeugen ausbauen. Allerdings lagen sie immer noch unter täglichen Luftangriffen und Bombardierungen von See.

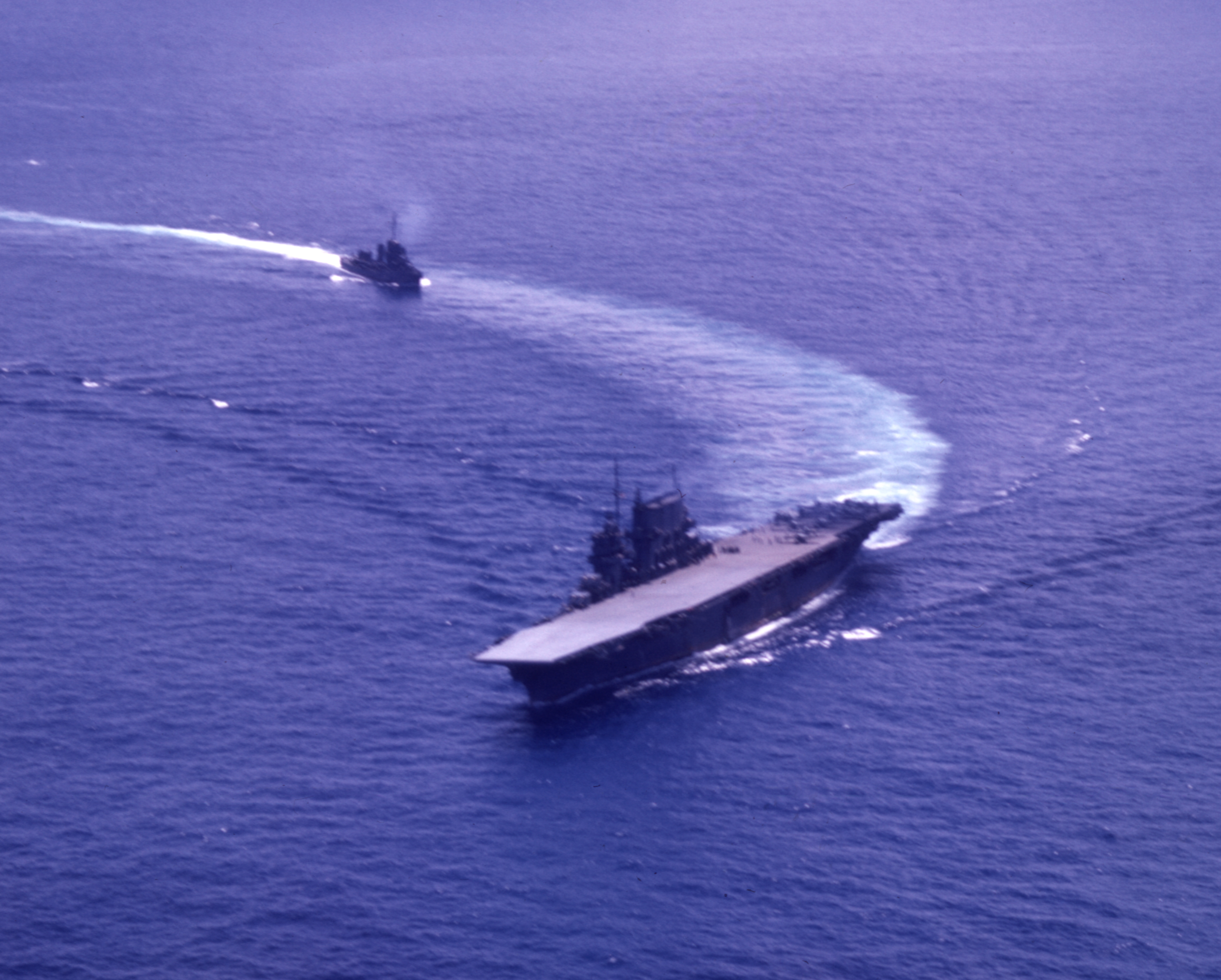
Die Saratoga in Begleitung eines Zerstörers

Zwischen dem 9. und 23. August bombardierten Gruppen japanischer Kreuzer und Zerstörer fast jede Nacht ohne Gegenwehr Guadalcanal. Eigentlich wären diese Schiffe gute Ziele für Trägerflugzeuge und Schiffsangriffe gewesen, denen die Amerikaner zeitweise zahlenmäßig überlegen waren. Um jedoch die Präsenz der Flugzeugträger vor den Japanern zu verbergen, operierten diese weit südlich von Guadalcanal, außerhalb der Reichweite japanischer Suchflugzeuge. Die drei verfügbaren Task Forces, zusammengefasst als Task Force FOX unter dem Kommando von Vizeadmiral Fletcher auf der Saratoga, umfassten die Enterprise-Gruppe unter Konteradmiral Thomas C. Kinkaid und die Wasp-Gruppe unter Konteradmiral Leigh Noyes.
Die Marine Air Group auf Guadalcanal war ebenfalls verfügbar. Sie bestand zu dieser Zeit aus zwölf Aufklärungsbombern, 20 Jägern und den Langstrecken-Patrouillenflugzeugen der Air Force, South Pacific (COMAIRSOPAC), bestehend aus 39 PBYs und 30 B-17. Die Patrouillenflugzeuge standen unter dem Kommando von Konteradmiral John S. McCain und führten tägliche Aufklärungsflüge von den Stützpunkten in Neukaledonien und auf den Neuen Hebriden durch.

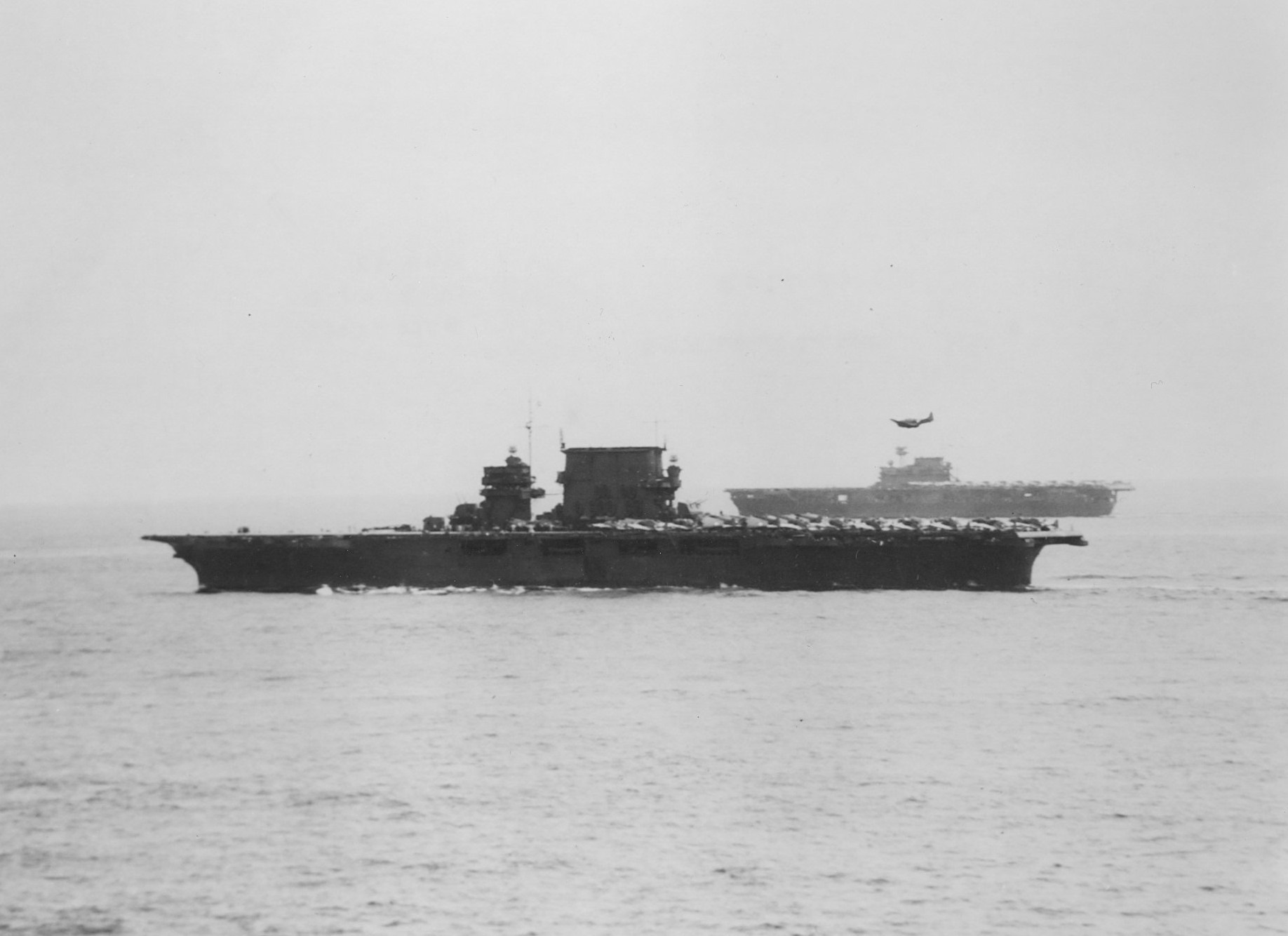
Die Saratoga und die Enterprise (Hintergrund) in den Gewässern der Salomonen

Die amerikanischen Schiffe befanden sich am 23. August zwischen 160 und 400 Kilometer südöstlich von Guadalcanal, wo sie jederzeit erwarteten, dass die Japaner bald vorrücken würden. Eine unglückliche Kombination aus Treibstoffbedarf und unkorrekten Aufklärungsberichten über die Position der japanischen Träger führte dann dazu, dass die Wasp-Gruppe von Fletcher zum Betanken abkommandiert wurde.

## Verlauf der Schlacht
Eine japanische Flotte unter Admiral Nagumo Chūichi versuchte, die Task Force von Admiral Frank Jack Fletcher in eine Falle zu locken, indem der japanische Leichte Flugzeugträger Ryūjō vorausgeschickt wurde, um den Amerikanern ein lohnendes Ziel zu bieten und sie so zu veranlassen, mit allen ihren Flugzeugen die Ryūjō anzugreifen und ihre Flugzeugträger ohne Schutz durch Jagdflugzeuge zurückzulassen. Zugleich machten sich vier Truppentransporter mit 1500 Mann auf den Weg, um die Besatzung von Guadalcanal zu verstärken.

### Erste Sichtung
Der erste positive Beweis dafür, dass sich die Japaner auf Guadalcanal zubewegten, war die Sichtung einer japanischen Transportergruppe um 10:40 Uhr am 23. August. Diese Gruppe, bestehend aus vier Transportern, die von zwei Kreuzern und drei Zerstörern unterstützt wurden, die mit einer geschätzten Geschwindigkeit von 17 Knoten südlich liefen, wurde von einem der Langstrecken-Suchflugzeuge der COMAIRSOPAC etwa 400 Kilometer nördlich von Guadalcanal gesichtet. Kurz darauf wurden zwei japanische U-Boote gesichtet, die mit hoher Geschwindigkeit nach Süden vordrangen und vermutlich die Hauptflotte der Japaner abschirmten und nach Gegnern suchten. Das erste U-Boot wurde ohne sichtbare Wirkung bombardiert, das zweite dann kurz darauf, aber auch ohne Schaden anzurichten.
Am nächsten Morgen um 10:15 Uhr griffen drei Mitsubishi F1M2 vom japanischen Seeflugzeugträger Chitose kommend, ein PBY-Flugboot an, das versuchte die japanische Trägertruppe zu lokalisieren. Drei weitere verjagten eine PBY, die auf der Suche nach dem Truppenverband der Verstärkungsgruppe von Konteradmiral Tanaka war. Ein Wasserflugzeug der Chitose gelang kurz darauf die Lokalisierung der Task Force der US-Streitkräfte.

### Der erste Angriff

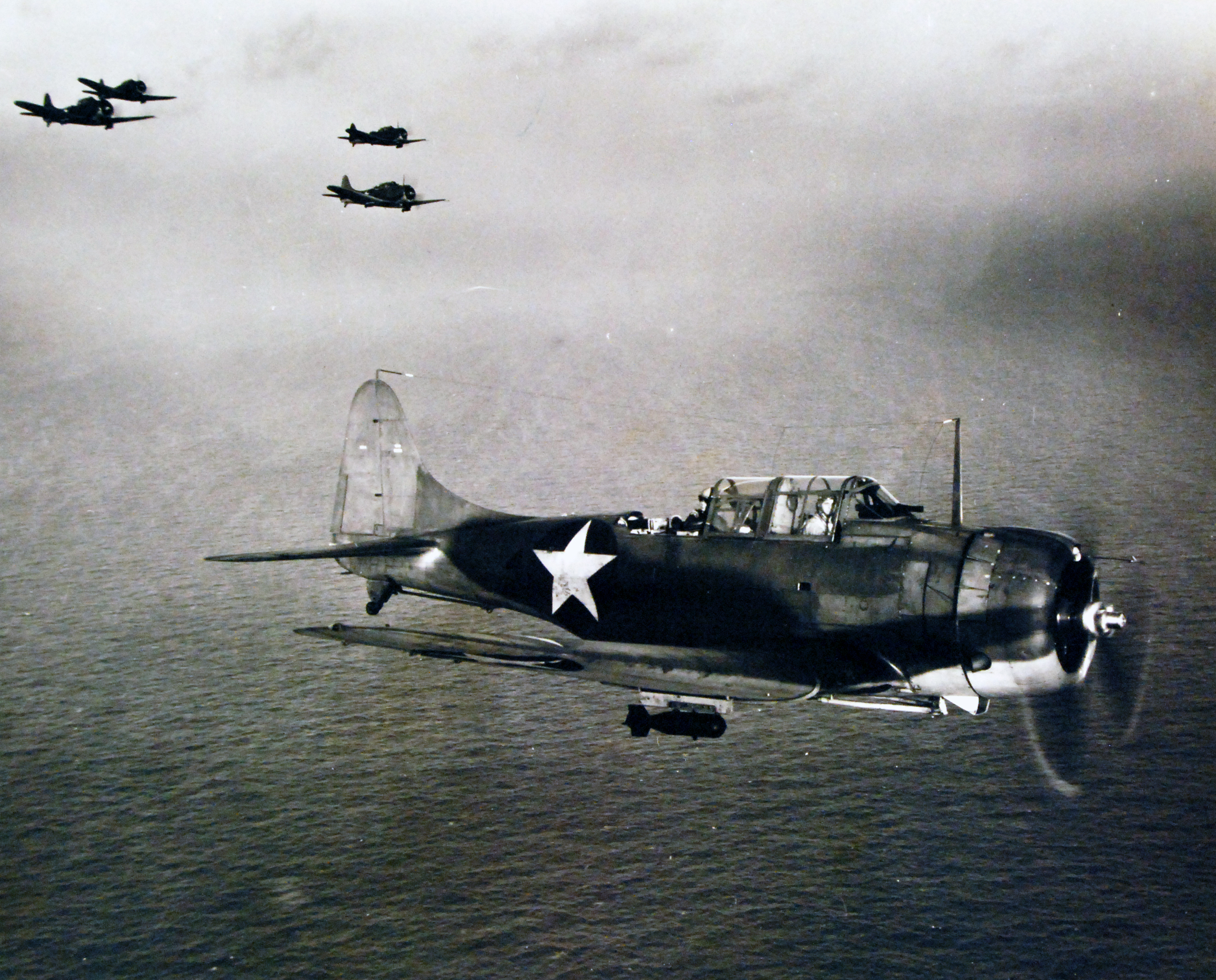
Eine Staffel Scout Bomber Douglas (SBD) Dauntless

Von der Saratoga startete gegen 15:10 Uhr eine Angriffsgruppe, bestehend aus 31 mit 1.000-Pfund-Bomben bewaffneten SBD und sechs mit Torpedos bewaffneten TBF. Die japanischen Schiffe hatten aber in der Zwischenzeit ihren Kurs geändert. Diese Information erreichte die Saratoga allerdings erst am frühen Morgen des Folgetages um 1:00 Uhr. Daher verfehlte der Angriff die japanischen Schiffe.

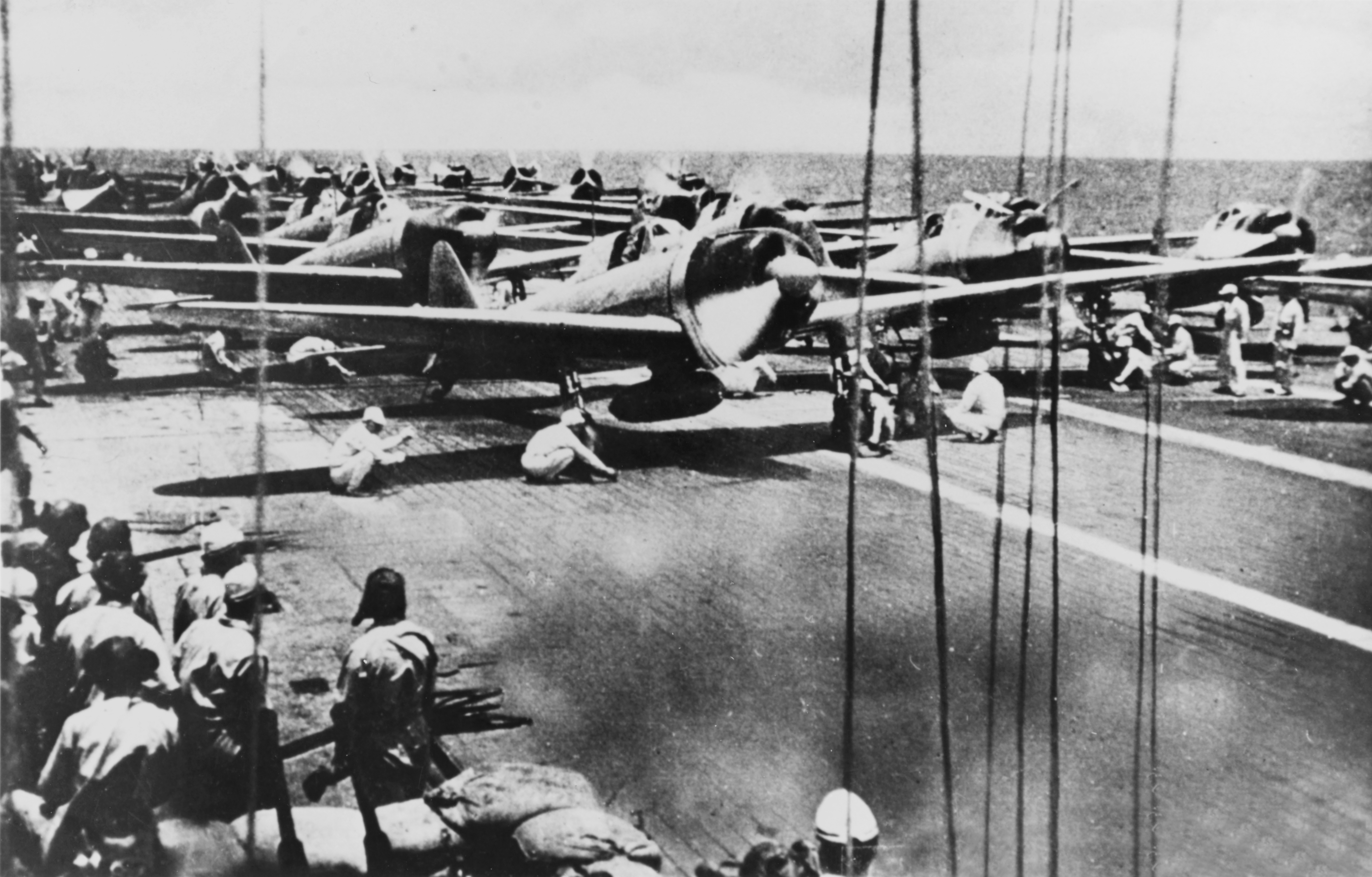
Mitsubishi A6M Jäger beim Start von der Shōkaku

Eine Angriffsgruppe der Marines wurde um 16:45 Uhr von Guadalcanal ebenfalls mit den japanischen Schiffen als Ziel gestartet, konnte aber keinen Kontakt herstellen. Wie die Saratoga hatten auch sie keine Nachricht von der Kursänderung erhalten. Die Flugstaffel der Saratoga verbrachte die Nacht in Alarmbereitschaft auf Guadalcanal. Die meisten Piloten und Besatzungen schliefen in ihren Flugzeugen. Sie wurden gegen 2:00 Uhr von einem japanischen U-Boot geweckt, das die Küstenpositionen der Marine bombardierte.

### Die Hauptschlacht
Die Task Force FOX hatte in der Nacht zum 23. August einen nördlichen Kurs verfolgt, wobei die beiden Trägergruppen taktisch zusammen vorgingen, aber tatsächlich etwa 8 Kilometer voneinander entfernt lagen. Ihre Position um 8:00 Uhr war östlich der Insel Malaita als die Flugzeuge der Saratoga von Guadalcanal zurückkehrten. Im Morgengrauen starteten 20 SBDs der Enterprise zu Aufklärungsflügen bis zu einer Entfernung von 320 Kilometern. Sie kehrten um 10:50 Uhr zurück, ohne Kontakt zu den japanischen Schiffen hergestellt zu haben. Gegen 11:00 Uhr sichtete ein Patrouillenflugzeug ein japanisches U-Boot und griff es an, ohne allerdings Schaden anzurichten.
In der Zwischenzeit hatte die Enterprise um 10:17 Uhr eine Meldung von COMAIRSOPAC erhalten, dass eines seiner Flugzeuge um 09:35 Uhr eine japanische Streitmacht, bestehend aus einem Träger, zwei schweren Kreuzern und einem Zerstörer, nördlich von Malaita gesichtet hatte.  Die Entfernung zur Task Force FOX sollte rund 380 Kilometer betragen. Da Admiral Fletcher diese Informationen nicht genügten beorderte er um 12:10 Uhr von der Enterprise weitere Aufklärungsflüge in das Gebiet und Admiral Kinkaid wurde darüber informiert, dass er die Staffel der Saratoga in Bereitschaft halten solle, bis genauere Informationen vorlägen.

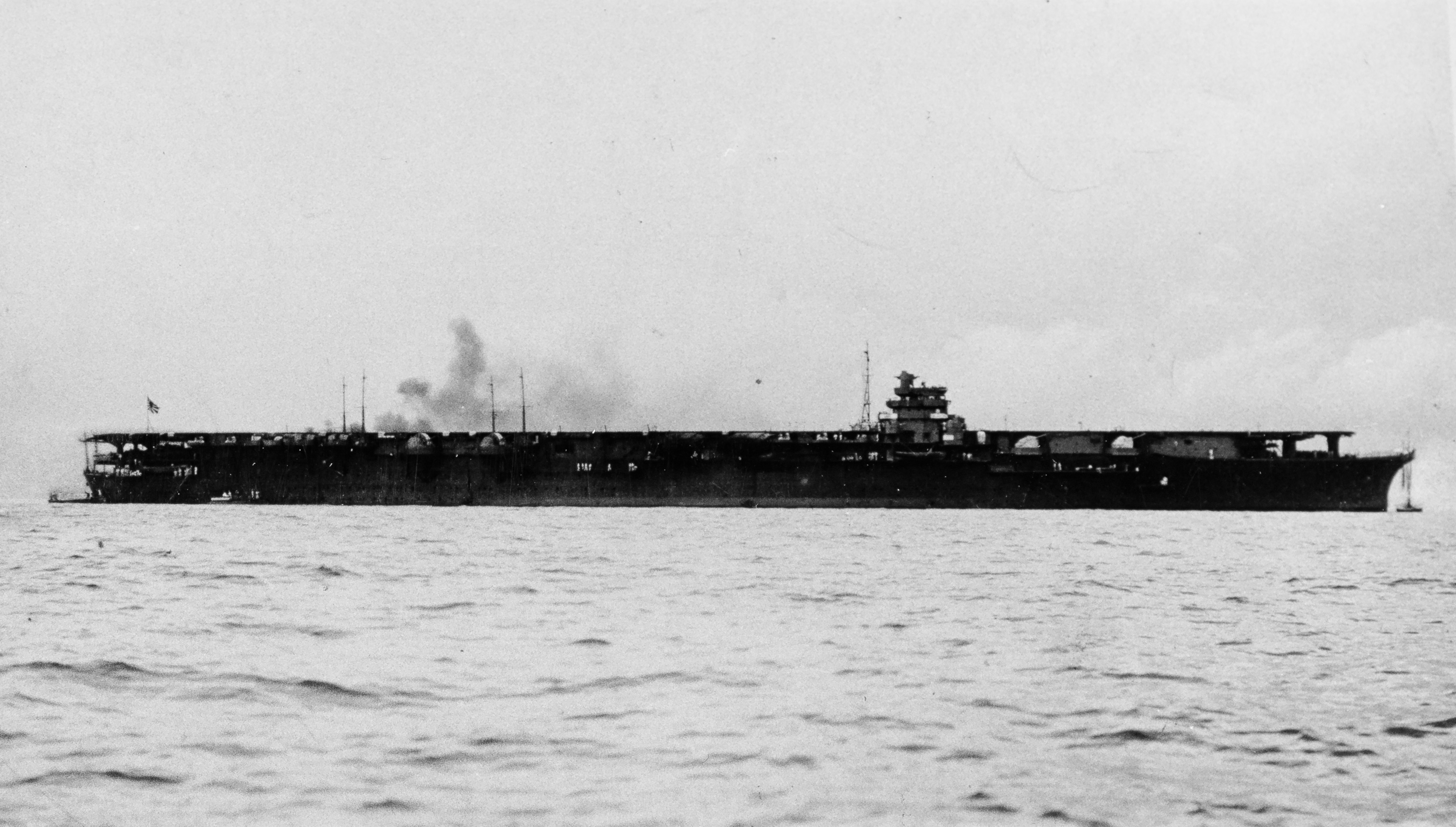
Die Shōkaku

Um 15:48 Uhr erreichte die Enterprise die Meldung, dass sich ein kleiner Flugzeugträger, vermutlich die Ryūjō, ein Schwerer Kreuzer, und drei Zerstörer in einer Entfernung von etwa 318 Kilometern zur amerikanischen Flotte befänden. Die Sichtung hatte schon um 14:40 Uhr stattgefunden, erreichte aber wegen Funkinterferenzen erst später die Enterprise. Dies traf auch auf die Meldung über zwei große Träger, vier Schwere Kreuzer, sechs Leichte Kreuzer und mindestens acht Zerstörer zu, die das Schiff erst um 18:40 Uhr erhielt. Zum Zeitpunkt der Entdeckung lagen die japanischen Einheiten ebenfalls rund 318 Kilometer von der Enterprise entfernt. Bei den beiden großen Trägern handelte es sich um die Shōkaku und Zuikaku. Eine Meldung über drei Schwere Kreuzer, drei bis fünf Zerstörer zusammen mit anderen Schiffen, möglicherweise Kreuzer, in einer Entfernung von etwa 360 Kilometern, erreichte die Enterprise um 15:10 Uhr direkt.

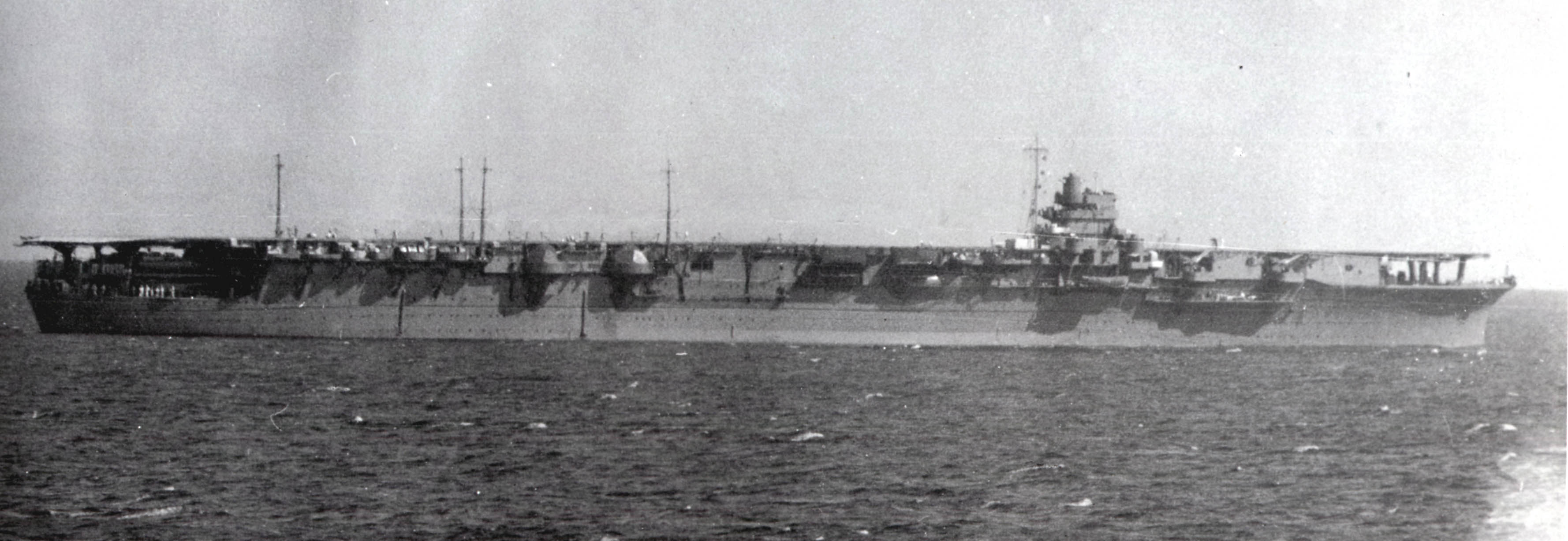
Die Zuikaku

Mehrere Suchflugzeuge der Enterprise griffen feindliche Schiffe an, nachdem sie Kontakt hergestellt hatten. Die  Shōkaku oder die Zuikaku, welcher Träger genau war nicht klar, erhielt Nahtreffer von abgeworfenen Bomben. Auf dem Deck des Trägers befanden sich etwa 20 Flugzeuge und sieben oder acht in der Luft. Eine Zero startete einen Angriff auf die amerikanischen Flugzeuge, wurde aber durch das Feuer eines der eigenen Kreuzer abgeschossen.
Auch die Ryūjō wurde angegriffen, aber die Bomben landeten etwa 50 Meter hinter dem Flugzeugträger. Auf dem Deck der Ryūjō befanden sich nur vier oder fünf Flugzeuge. Eine amerikanische Maschine wurde beim Anflug auf die Ryūjō abgeschossen. Insgesamt wurden bei Luftkämpfen vier amerikanische Maschinen abgeschossen, von denen drei Besatzungen von Zerstörern gerettet wurden. Das vierte Flugzeug landete auf Stewart Island und sein Pilot und seine Besatzung wurden ebenfalls gerettet.

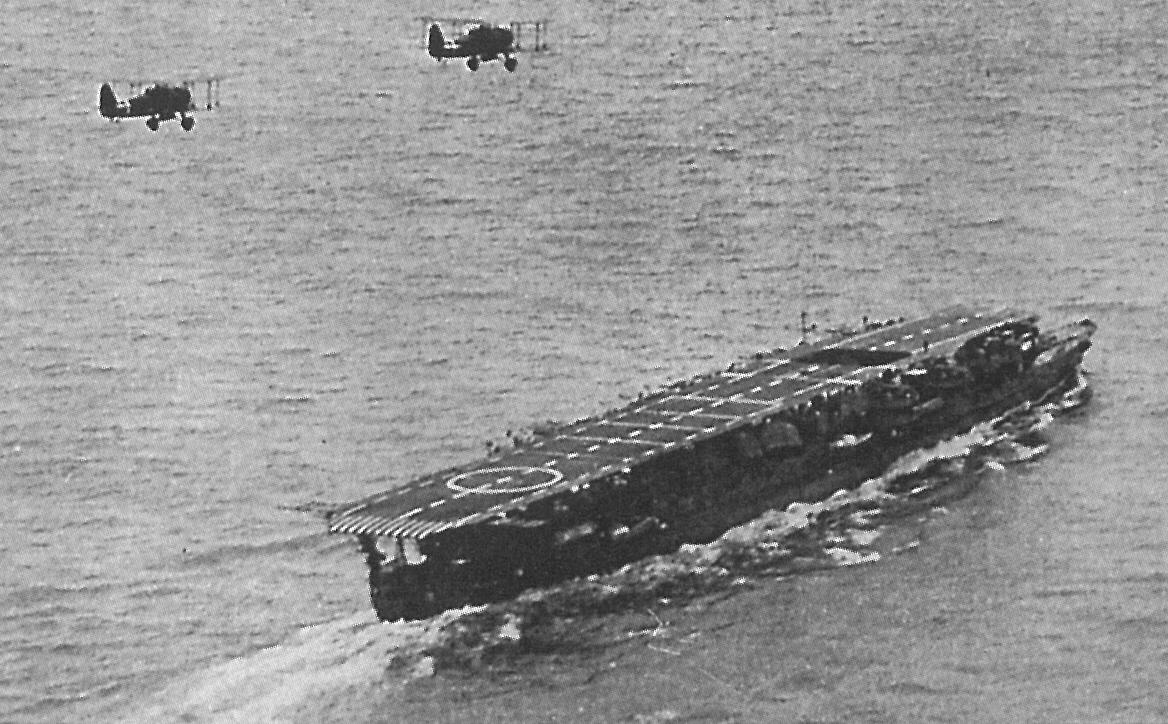
Der Flugzeugträger Ryūjō. Über ihm zwei Aichi D1A2 Sturzkampfbomber.

Die Aufklärungsflugzeuge kehrten um 17:15 Uhr zurück, mussten aber zunächst in der Luft bleiben, bis die japanischen Flugzeuge, die die Enterprise angriffen, zurückgeschlagen waren. Mehrere Piloten erhielten die Nachricht nicht und befanden sich dann mitten im Kampfgeschehen. Es wurde allgemein angenommen, dass die japanische Angriffsgruppe den zurückkehrenden Aufklärern bis zur Flotte folgte.
Die Angriffsstaffel der Saratoga, die bis zum Ergebnis des zweiten Suchflugs der Enterprise in Bereitschaft gehalten worden war, wurde um 14:35 Uhr mit der Ryūjō als Ziel gestartet. Die Staffel bestand ursprünglich aus 30 Sturzkampfbombern und acht Torpedoflugzeugen und wurde von Fregattenkapitän Harry D. Felt kommandiert. Ein Bomber und ein Torpedoflugzeug wurden durch mechanische Schwierigkeiten zum Rückflug gezwungen. Um 16:06 Uhr wurden die Ryūjō, ein Kreuzer und drei Zerstörer gesichtet, die mit etwa 30 Knoten südwestlichen Kurs steuerten.
Um 18:20 Uhr griffen zwei SBDs der Saratoga die Chitose an. Ihr Backbordmotor und ihre Rumpfplatten wurden durch einen Beinahe-Treffer einer 1.000-Pfund-Bombe beschädigt. Drei Flugzeuge an Deck gerieten durch Nahtreffer in Brand. Die Chitose bekam 30° Schlagseite und wurde am nächsten Tag vom Zerstörer Minegumo nach Truk geschleppt. Auf dem Weg dorthin wurden sie von sieben B-17, die in Espiritu Santo gestartet waren, angegriffen, die aber keine Schäden verursachten.

### Versenkung derRyūjō

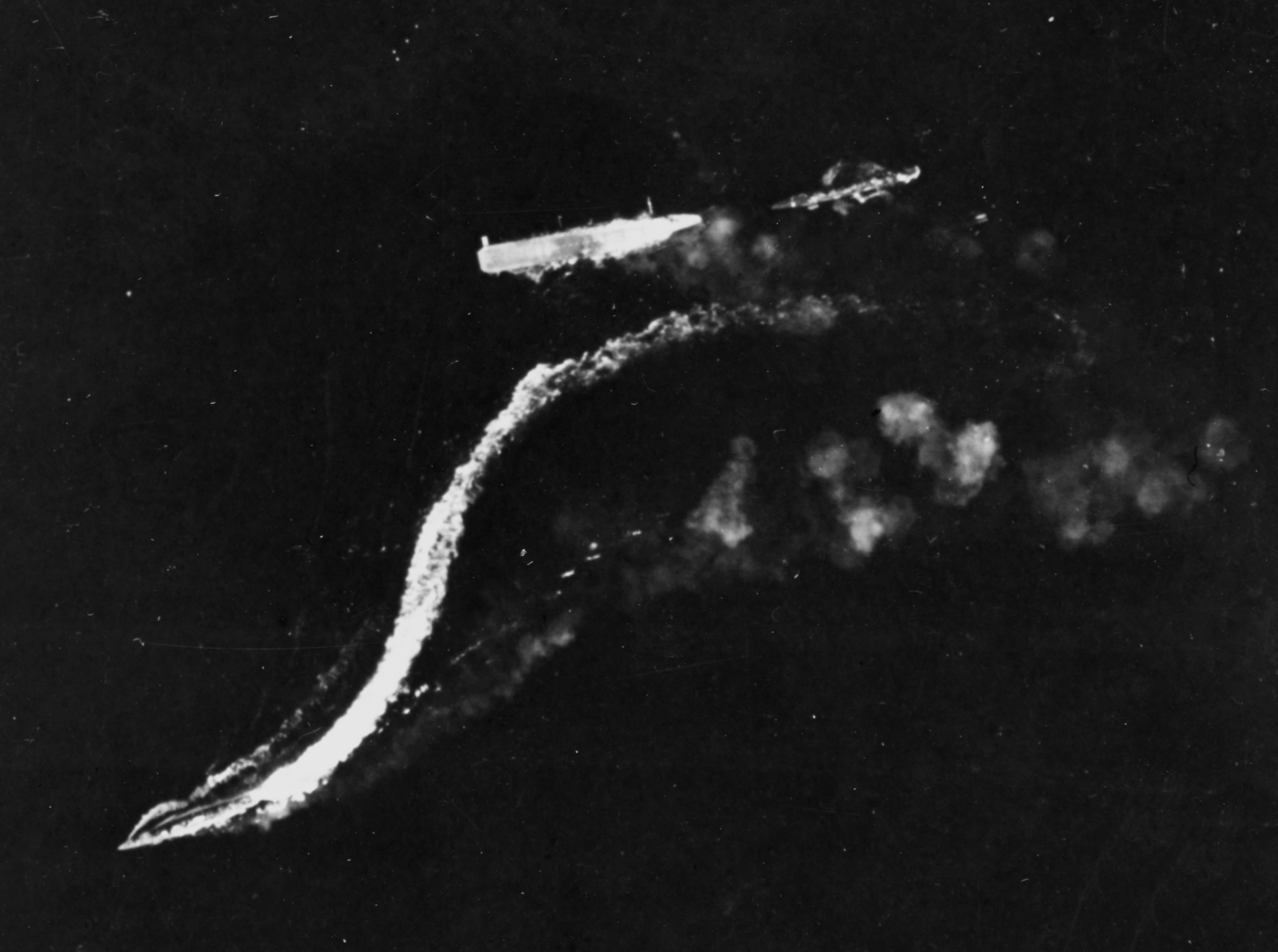
Der stark beschädigte und unbewegliche japanische Flugzeugträger Ryūjō, fotografiert von einer Boeing B-17 während eines Bombenangriffs. Die Zerstörer Amatsukaze (unten links) und Tokitsukaze (rechts) haben Überlebende des Trägers aufgenommen und setzen sich ab.

Der Angriff auf die Gruppe um die Ryūjō begann um 16:20 Uhr. Felt befahl sieben Sturzkampfbombern und zwei Torpedoflugzeugen den Kreuzer anzugreifen und den restlichen Flugzeugen sich auf die Ryūjō zu konzentrieren. Die Ryūjō drehte sich sofort in den Wind, als die Flugzeuge angriffen, doch sobald die erste Bombe fiel, bog sie scharf nach rechts ab und fuhr während des Angriffs in einem engen Kreis im Uhrzeigersinn. Da Felt bemerkte, dass die Ryūjō direkten Treffern auswich beorderte er den zuvor zum Kreuzer abkommandierten Flugzeugen ebenfalls den Träger anzugreifen.
Nach mehreren Nahtreffern begann Rauch von der Ryūjō aufzusteigen. Sieben oder acht japanische Flugzeuge befanden sich in der Nähe des Trägers, blieben aber gegen die SBDs erfolglos. Beim nächsten Angriff warfen die Amerikaner dreizehn 1000-Pfund-Bomben ab, von denen drei direkte Treffer und etliche Nahtreffer waren. Die Piloten beobachteten weitere heftige Rauchentwicklung und Flammen aus dem Hangardeck. Die letzte Staffel warf vier Torpedos auf das durch den Rauch verdeckte Ziel ab, von denen möglicherweise zwei trafen. Ein Torpedo, der den Träger verfehlte, traf einen Zerstörer und sprengte ihn.
Unterdessen hatten die beiden Torpedobomber auf dem Schweren Kreuzer Tone einen direkten Treffer gelandet und ihn beschädigt. Da sie sich den restlichen Flugzeugen nicht mehr anschließen konnten flogen sie zurück zur Saratoga.
Auf dem Rückflug sichteten die drei Angriffsstaffeln mehrmals japanische Kampfflugzeuge. Gegen 17:30 Uhr gelang es, fünf von ihnen abzuschießen und eines zu beschädigen. Bei Sonnenuntergang befanden sich die Flugzeuge wieder an Bord der Saratoga. Kein Flugzeug der Angriffsstaffel war verloren gegangen.
Auf der Ryūjō hatte der Torpedotreffer den Steuerbord-Maschinenraum überschwemmt. Dadurch verlor der Träger an Geschwindigkeit und bekam Schlagseite. Admiral Yamamoto befahl daraufhin den Rückzug der Ryūjō nach Norden. Zwar konnten die ausgebrochenen Feuer an Bord gelöscht werden, aber durch die Schräglage des Schiffes waren die Kessel und Maschinen ausgefallen.
Eine Stunde später erging der Befehl, das Schiff zu evakuieren. Die Amatsukaze begab sich auf die Steuerbordseite und begann die Besatzung zu übernehmen. Während der Rettungsaktion griffen wiederholt B-17 den Verband an, richteten jedoch keinen weiteren Schaden an.

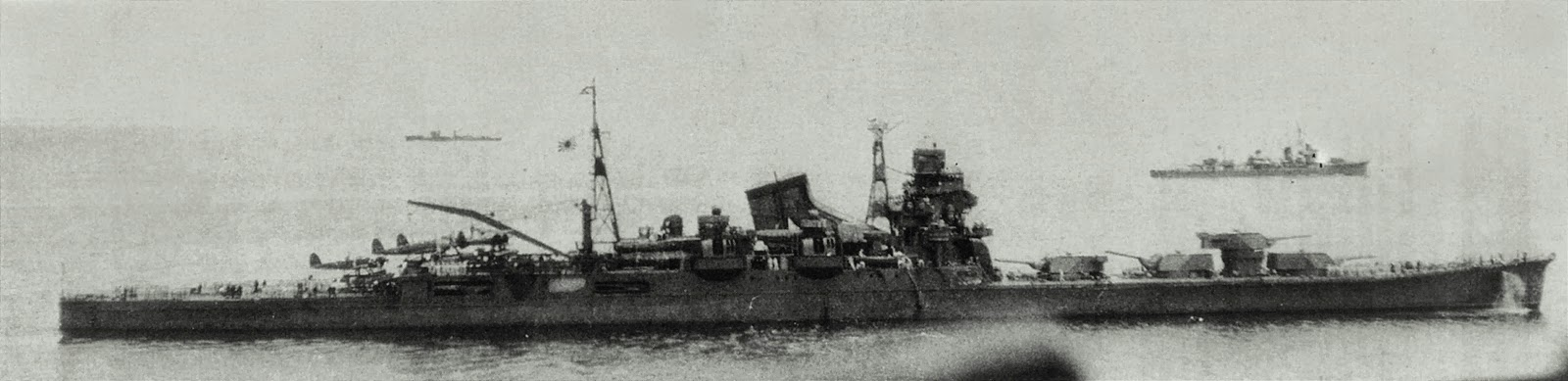
Der Schwere Kreuzer Tone

Die Evakuierung der Mannschaft dauerte etwa eine Stunde, jedoch verloren insgesamt 120 Besatzungsmitglieder ihr Leben. Die Ryūjō sank schließlich etwa 170 Kilometer nördlich von Tulagi entfernt. Der Kapitän des Schiffs, Kato Tadao, und die anderen Überlebenden wurden von der Amatsukaze, der Tokitsukaze und dem Schweren Kreuzer Tone gerettet.

### Japanischer Fliegerangriff auf Guadalcanal
Das Radar der Saratoga meldete kurz nach dem Abheben ihrer Kampfstaffel eine große Gruppe nicht identifizierter Flugzeuge in einer Entfernung von 180 Kilometern mit ungefährem Kurs nach Guadalcanal. Die Flugzeuge konnten bis zu einer Entfernung von 166 Kilometern verfolgt werden, bis sie vom Radar verschwanden. Das Henderson-Flugfeld wurde etwa eine Stunde später von ein- und zweimotorigen Bombern eines Trägertyps, unterstützt von Zero-Jägern, die von Land gekommen waren, angegriffen. Die Tatsache, dass das Deck der Ryūjō so gut wie leer war, als sie von Aufklärern der Enterprise gesichtet wurde, macht es wahrscheinlich, dass Flugzeuge des Flugzeugträgers an dem Angriff auf Guadalcanal beteiligt waren. Während der Luftkämpfe über Guadalcanal schossen Jagdflugzeuge der Marines fünf einmotorige und fünf zweimotorige Bomber sowie elf Zero-Jäger ab. Drei Grumman F4F gingen dabei verloren.

### Die zweite US-Angriffswelle
Während die Saratoga-Staffel die Ryūjō angriff, hielt die Enterprise eine kleine Angriffsgruppe bereit, die aus Flugzeugen bestand, die nicht zur Suche nach feindlichen Schiffen eingesetzt wurden. Ein Angriff auf die Ryūjō wurde angesichts der herannahenden Dunkelheit abgebrochen. Als sich jedoch japanische Flugzeuge näherten wurden die Maschinen gestartet. Sie befanden sich kurz vor der Annäherung der Japaner in der Luft. Den Bombern wurde ein Angriff auf die Ryūjō befohlen, während die Jäger bei der Enterprise zur Verteidigung verblieben.
Zur selben Zeit als die Flugzeuge der Enterprise  losgeschickt wurden, startete auch die Saratoga ihre verbliebenen sieben Kampfflugzeuge, da sie vom bevorstehenden feindlichen Luftangriff informiert war. Die Maschinen sollten sich mit den Flugzeugen der Enterprise treffen, verfehlten diese aber, da die Enterprise-Bomber auf dem Weg zur Ryūjō waren. Als sie um 17:55 Uhr die Position des Treffpunkts erreichten, drehten sie nordwestlich ab und um 18:05 Uhr sichteten sie eine japanische Formation, bestehend aus vier Schweren Kreuzern, sechs Leichten Kreuzern und sechs bis acht Zerstörern. Die TBFs griffen durch schweres Flakfeuer die Schiffe an und konnten auf einem der Schweren Kreuzer einen Treffer erzielen. Während des Angriffs gingen zwei US-Maschinen verloren.
Zwei hochfliegende SBDs gelang unterdessen die Sichtung eines japanischen Schlachtschiffes in einer Entfernung von etwa 16 Kilometern. In der Annahme die Mutsu vor sich zu haben drehten die Maschinen auf das Schlachtschiff ein und griffen es an. Die SBDs trafen aber nicht.

### Attacke auf dieEnterprise
Nur eine Viertelstunde nach dem Start seines eigenen Angriffsverbandes auf die Ryūjō wurde Fletcher gemeldet, dass die größeren japanischen Träger Zuikaku und Shokaku in der Nähe waren. Alle Versuche, seine Flugzeuge noch zu diesen Zielen umzudirigieren, scheiterten an schlechten Funkverbindungen.
Wie von den Japanern geplant, wurde nun die amerikanische Flotte durch japanische Kampfflugzeuge, die von den Trägern Zuikaku und Shokaku gestartet waren, angegriffen. Um 16.02 Uhr meldeten die amerikanischen Radarbeobachter den Anflug einer Formation nicht identifizierter Flugzeuge. Fletcher hatte jedoch einen Teil seiner Jägerstaffeln zum Schutz der Flotte zurückgehalten und konnte außerdem mit der Flakunterstützung des Schlachtschiffes North Carolina rechnen. Die bereits startklaren Grumman F4F Wildcats stiegen auf und bildeten zusammen mit den Patrouille fliegenden Jägern eine Abwehr von 53 Maschinen.
Es wird angenommen, dass die feindliche Luftangriffsgruppe ursprünglich aus etwa 75 Flugzeugen bestand – 36 Sturzkampfbomber, 12 Torpedoflugzeuge und 27 Jäger. Zwischen den Wildcats und den japanischen Zeros entstanden heftige Luftkämpfe. Alle japanischen Torpedobomber und sechs Sturzkampfbomber wurden abgeschossen. 30 Vals flogen weiter unbeirrbar auf die Enterprise zu. Allerdings war es wahrscheinlich wegen der vielen feindlichen und freundlichen Flugzeuge in der Luft unmöglich die japanischen Flugzeuge mit dem Feuerleitradar zu verfolgen. Das Ergebnis war, dass das Feuer erst eröffnet wurde, als die japanischen Flugzeuge ihre Sturzflüge begonnen hatten.
Die Kreuzer der Enterprise-Gruppe befanden sich in 1,8 Kilometer Entfernung und die Zerstörer waren rund einen Kilometer entfernt. Das Schlachtschiff North Carolina lag in einer Entfernung von 2,3 Kilometern.

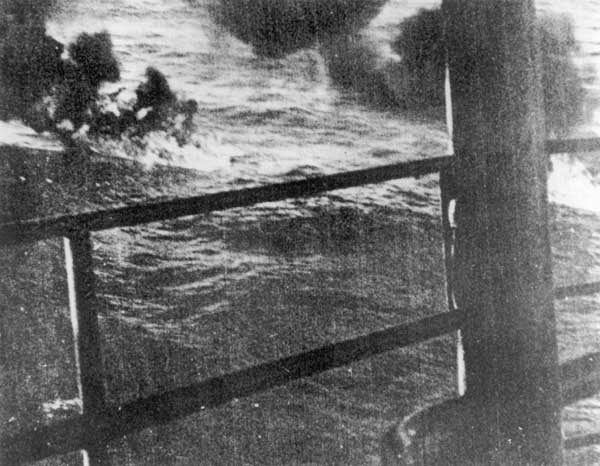
Ein brennendes Wrack eines japanischen Kampfflugzeuges neben der Enterprise

Während die 16 Kilometer entfernte Saratoga unbehelligt blieb, setzte um 16.41 Uhr die erste Val aus der Sonne kommend zum Sturzflug auf die Enterprise an. Ihr folgten im Abstand von jeweils sieben Sekunden zwei Dutzend weitere Maschinen. Mindestens sechs Vals wurden in dieser Phase von der Flak des Trägers und seiner Begleitschiffe abgeschossen. Die Vals erzielten ihrerseits drei Bombentreffer auf der Enterprise, wodurch das Achterschiff in Brand gesetzt wurde. Die Enterprise war das Hauptziel, obwohl die North Carolina auch von mehreren Sturzkampfbombern angegriffen wurde.
Das Flakfeuer der Enterprise und der Abschirmschiffe, die ihre Batterien zum Einsatz bringen konnten, war enorm. Mehrere Flugzeuge mussten ihre Angriffe abbrechen und andere drehten in den Feuerstößen wieder ab. Mindestens zehn Flugzeuge stürzten in der Nähe der Enterprise ab, andere flogen Rauchschwaden hinter sich herziehend davon. Zwei brennende Flugzeuge verfehlten das Flugdeck des Trägers nur knapp. Von den Angreifern kehrten nur zehn zu ihren Trägern zurück.

Die Enterprise erlitt insgesamt drei Volltreffer und mehrere Nahtreffer. Gegen Ende der dritten Minute des Angriffs traf ein Beinahe-Treffer auf das Wasser unterhalb des hinteren Decküberhangs und überflutete das Flugdeck im Backbordbereich. Die resultierende Explosion unter dem Überhang des Flugdecks hob das Deck um etwa 30 Zentimeter an, wölbte die Stahlplatten und zerschmetterte das Holzdeck.

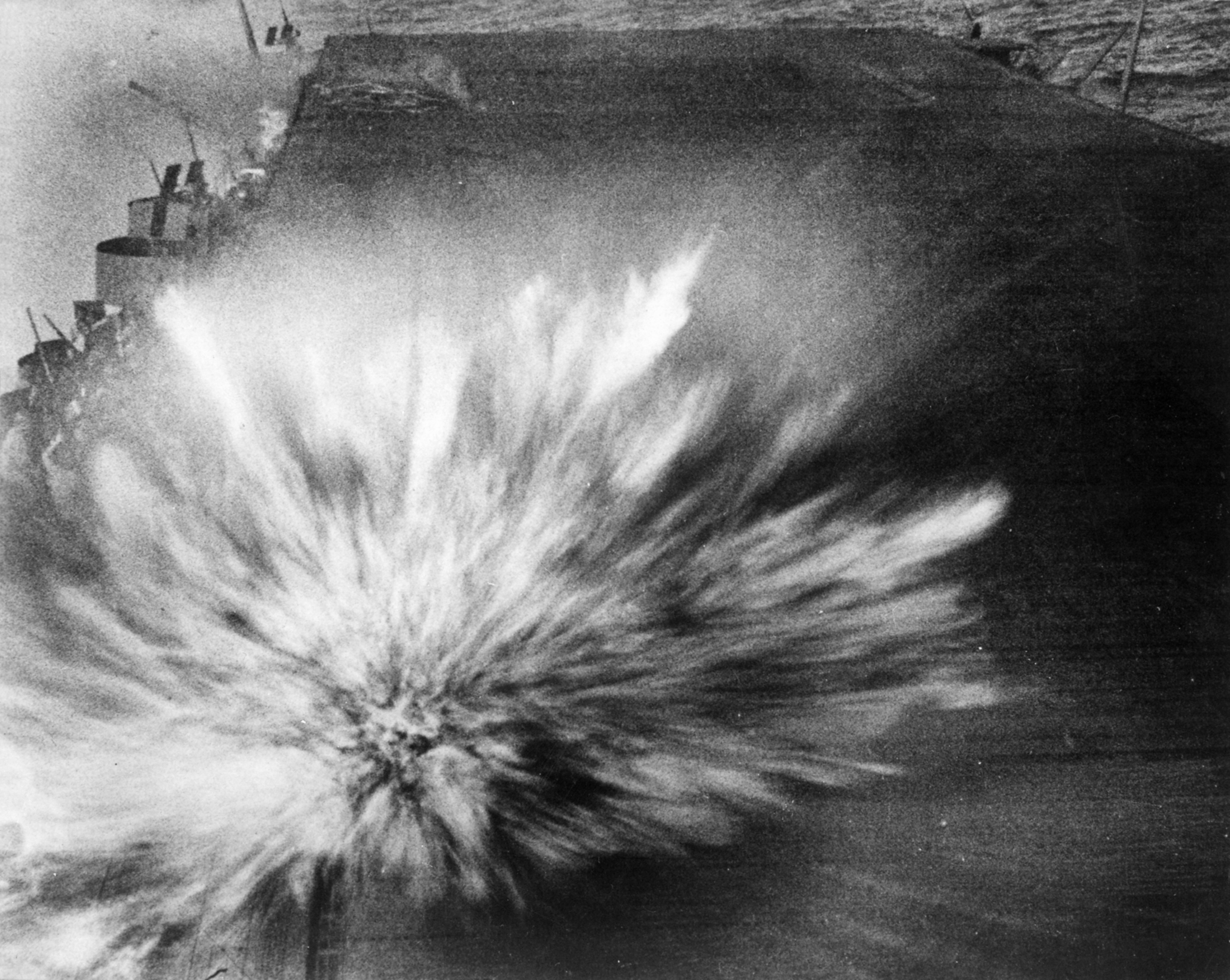
Bombentreffer auf dem Flugdeck der Enterprise

Nur ein paar Sekunden später traf eine große Bombe an der vorderen Steuerbordecke den Aufzug Nr. 3 und schlug vor der Detonation bis in das dritte Deck durch. Die folgende Explosion zerstörte Abteilungen auf dem zweiten und dritten Deck, wölbte und brach Decks, löste zahlreiche Brände aus, schnitt Splitterlöcher in die Seitenpanzerung und tötete etwa 35 Männer.
Kurz nach dem ersten Treffer schlug eine zweite große Bombe etwa sechs Meter  entfernt ein und explodierte in der Geschützgalerie Nr. 3. Die Explosion setzte beide 5-Zoll-Geschütze außer Betrieb und tötete 38 Männer an den Geschützen.
Der dritte Treffer folgte dicht auf die anderen beiden. Eine kleinere Bombe schlug auf das Flugdeck direkt hinter der Inselstruktur. Sie explodierte, bevor sie das Flugdeck vollständig durchdrang. Der Schaden, abgesehen vom Totalschaden des Aufzugs Nr. 2, war nicht groß.
Die North Carolina legte unterdessen ein schützendes Sperrfeuer über die Enterprise. Doch dadurch lenkte sie die Aufmerksamkeit von schätzungsweise 16 Sturzkampfbombern, 12 hochfliegenden Bombern und 8 Torpedoflugzeugen auf sich, die das Schiff umgehend angriffen. Sie eröffnete sofort ihr Flakfeuer auf die anfliegenden japanischen Maschinen, doch drei Nahtreffer rüttelten das Schiff durch, jedoch ohne beträchtlichen Schaden anzurichten. Auf dem Höhepunkt der Angriffe feuerte die North Carolina aus fast allen ihrer Flugabwehrgeschütze. Trotzdem gab es weitere vier Nahtreffer an Backbord. Ungefähr zur gleichen Zeit überflogen acht Bomber unbeobachtet in 4,5 Kilometer Höhe das Schiff und warfen eine Salve schwerer Bomben zwischen der North Carolina und der Enterprise ab. Danach zogen sich die japanischen Flugzeuge zurück.

### Das Ende der Schlacht
Auf der Enterprise wurden die Brände schnell unter Kontrolle gebracht. Das von Bomben durchschlagene Flugdeck wurde provisorisch mit Metallplatten ausgebessert. Schon eine Stunde nach der letzten Explosion drehte die Enterprise mit 24 Knoten in den Wind, um ihre Flugzeuge wieder aufzunehmen. Admiral Fletcher ordnete einen Rückzug nach Süden an um aufzutanken und die Enterprise in Richtung eines sicheren Hafens zu bringen, um mit den Reparaturen zu beginnen.
Die Grayson wurde um 17:56 Uhr abgeordert um achtern nach Flugzeugen zu suchen, die ohne Treibstoff im Wasser gelandet sein könnten. Als der Zerstörer nach Norden fuhr, wurde er von mehreren US-Flugzeugen überholt, die von Angriffsmissionen zurückkehrten, aber keine Überlebenden fanden. Um 20:30 Uhr nahm sie wieder Kurs auf ein Rendezvous mit der Hauptflotte.
Die Flotte um die Wasp hatte das Auftanken abgeschlossen und stand im Norden um sich der Aktion anzuschließen. Die Saratoga-Flotte überholte die Wasp-Flotte am 25. August gegen 3:30 Uhr.
Die US-Amerikaner verloren nur sieben Flugzeugbesatzungen, während die Japaner 61 Flugzeugbesatzungen verloren. Diese 61 Flugzeugbesatzungen waren nicht schnell zu ersetzen, da ihre Ausbildungsprogramme für Marineflieger nur begrenzte Kapazitäten hatten und es keine ausgebildeten Reservisten gab.

## Nach der Schlacht

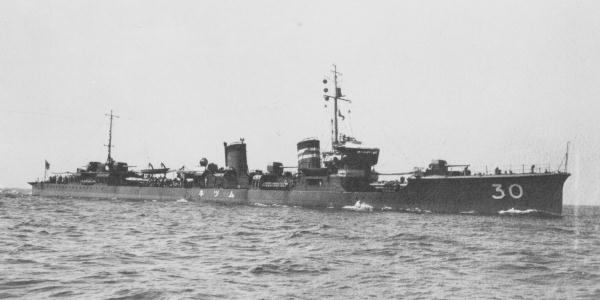
Der japanische Zerstörer Mutsuki

In der Nacht vom 24. auf den 25. August beschossen japanische Schiffe amerikanische Stellungen auf Guadalcanal. Die Marines gingen zunächst von vier Zerstörern aus, jedoch handelte es sich um fünf Schiffe, die Isokaze, Kagero, Kawakaze, Mutsuki und Yayoi, die Henderson Field bombardierten. Das Feuern dauerte eine Stunde. Zwischen 2:45 Uhr und 3:00 Uhr wurden acht Sturzkampfbomber von Henderson Field losgeschickt. Drei Maschinen fanden vier feindliche Zerstörer und erzielten Treffer auf einem von ihnen. Große Ölflecken, die am nächsten Tag beobachtet wurden, deuteten darauf hin, dass das japanische Schiff möglicherweise gesunken war.
Die Flotte um die Enterprise traf am 25. mit den Marinetankern Cimarron und Platte zusammen, um Treibstoff zu übernehmen, und begab sich anschließend auf Kurs nach Pearl Harbor. Die North Carolina, Atlanta, Grayson und Monssen schlossen sich der Task Force FOX an.

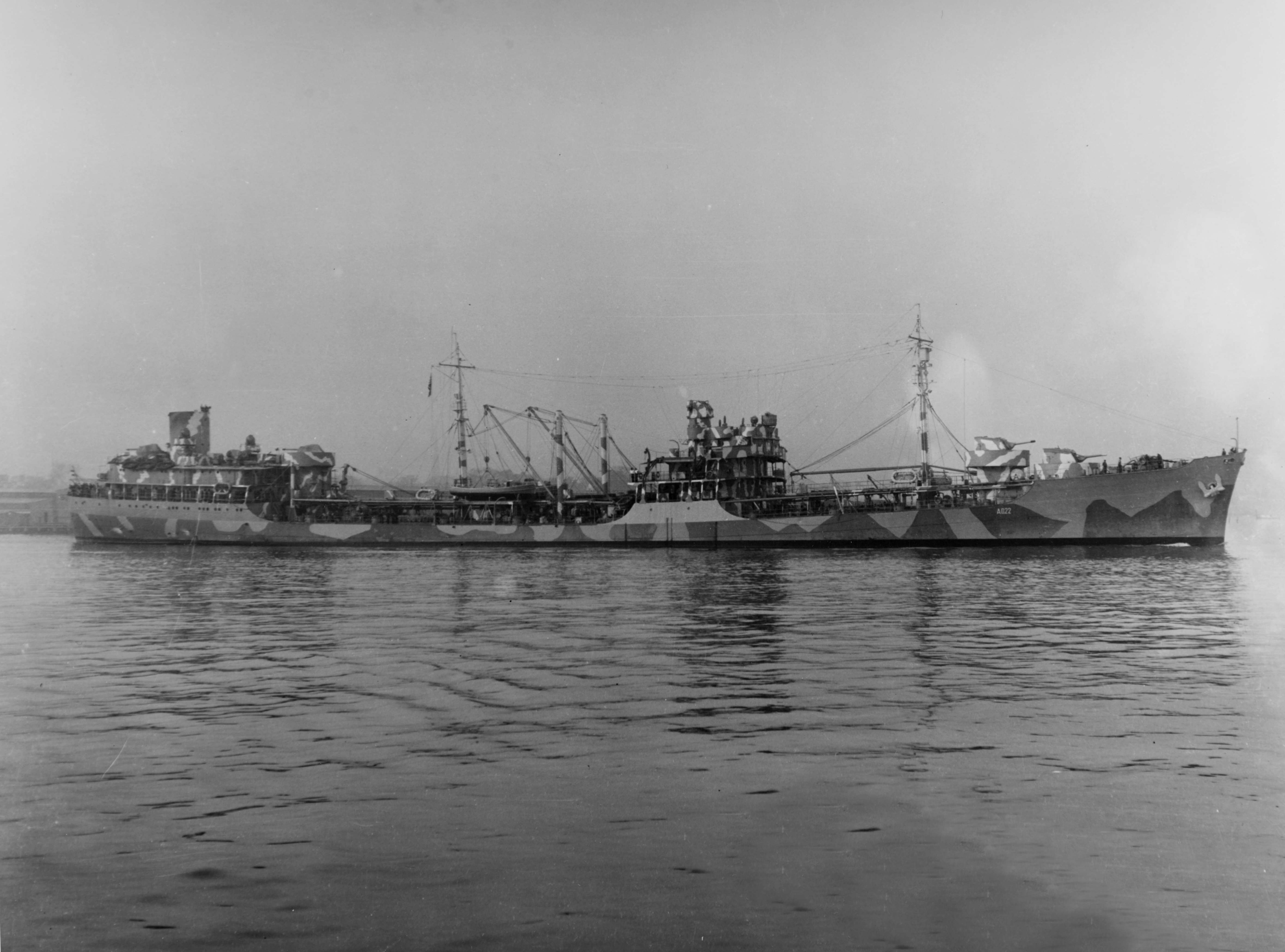
Der Tanker Cimarron

Die Grayson sichtete einige Kilometer westlich der Formation ein japanisches U-Boot. Um 12:16 Uhr stellte der Zerstörer einen guten Kontakt her und begann einen Angriff mit Wasserbomben, der später von der Patterson und Monssen unterstützt wurde. Das U-Boot konnte versenkt werden.
Am 25. August griffen amerikanische Bomber von Henderson Field auf Guadalcanal und von Espiritu Santo aus den japanischen Nachschubkonvoi an. Der größte von vier Transportern und der Zerstörer Mutsuki wurden versenkt, auch der leichte Kreuzer Jintsū erhielt einen Treffer. Die Japaner brachen daraufhin die Operation ab und traten mit dem Rest des Geleitzuges den Rückzug an, ohne ihre Truppenkontingente auf der Insel gelandet zu haben.
Fletcher, der nur 20 Flugzeuge verloren hatte, zog sich ebenfalls zurück. Die Kampfstaffeln der Enterprise wurden zum Flugplatz Henderson Field auf Guadalcanal verlegt, wo sie die amerikanische Luftherrschaft festigten.

## Flottenaufstellung der US-Navy unter Vizeadmiral Frank J. Fletcher
| Schiffstyp       | Name        | Befehlshaber des Schiffs              | Anmerkung                                               |
| ---------------- | ----------- | ------------------------------------- | ------------------------------------------------------- |
| Flugzeugträger   | Saratoga    | Kapitän DeWitt C. Ramsey              | Flaggschiff von Vizeadmiral Frank J. Fletcher           |
| Schwerer Kreuzer | Minneapolis | Kapitän Frank J. Lowry                | Flaggschiff von Konteradmiral Carleton H. Wright        |
| Schwerer Kreuzer | New Orleans | Kapitän Walter S. DeLany              |                                                         |
| Zerstörer        | Phelps      | Kapitän Samuel B. Brewer              | ComDesRon ONE unter Lieutenant Commander Edward L. Beck |
| Zerstörer        | Farragut    | Fregattenkapitän Francis X. McInerney | ComDesDiv Two unter Fregattenkapitän George P. Hunter.  |
| Zerstörer        | Worden      | Korvettenkapitän William G. Pogue     |                                                         |
| Zerstörer        | MacDonough  | Korvettenkapitän Erle Van E. Dennett  |                                                         |
| Zerstörer        | Dale        | Korvettenkapitän Anthony L. Rorschach |                                                         |

| Schiffstyp       | Name           | Befehlshaber des Schiffs               | Anmerkung                                                   |
| ---------------- | -------------- | -------------------------------------- | ----------------------------------------------------------- |
| Flugzeugträger   | Enterprise     | Kapitän Arthur C. Davis                | Flaggschiff von Konteradmiral Kinkaid                       |
| Schlachtschiff   | North Carolina | Kapitän George H. Fort                 |                                                             |
| Schwerer Kreuzer | Portland       | Kapitän Laurance T. DuBose             | Flaggschiff von Konteradmiral Mahlon S. Tisdale             |
| Leichter Kreuzer | Atlanta        | Kapitän Samuel P. Jenkins              |                                                             |
| Zerstörer        | Balch          | Kapitän Edward P. Sauer                | ComDesRon SIX unter Lieutenant Commander Harold H. Tiemroth |
| Zerstörer        | Maury          | Korvettenkapitän Geizer L. Sims        |                                                             |
| Zerstörer        | Benham         | Korvettenkapitän Joseph M. Worthington |                                                             |
| Zerstörer        | Ellet          | Korvettenkapitän Francis H. Gardner    |                                                             |
| Zerstörer        | Grayson        | Fregattenkapitän Harold R. Holcomb     | ComDesDiv 22 unter Lieutenant Commander Frederick J. Bell   |
| Zerstörer        | Monssen        | Fregattenkapitän Roland N. Smoot       |                                                             |

## Flottenaufstellung der Kaiserlich Japanischen Marine
| Schiffstyp       | Name     | Befehlshaber des Schiffs         | Anmerkung                                                          |
| ---------------- | -------- | -------------------------------- | ------------------------------------------------------------------ |
| Schwerer Kreuzer | Atago    | Kapitän Ijūin Matsuji            | Flaggschiff von Vizeadmiral Kondō Nobutake Kreuzerdivision 4       |
| Schwerer Kreuzer | Takao    | Kapitän Asakura Bunji            |                                                                    |
| Schwerer Kreuzer | Maya     | Kapitän Nabeshima Shunsaku       |                                                                    |
| Schwerer Kreuzer | Myōkō    | Kapitän Nakamura Katsuhei        |                                                                    |
| Schwerer Kreuzer | Haguro   | Kapitän Mori Tomokazu            |                                                                    |
| Leichter Kreuzer | Yura     | Kapitän Sato Shiro               | Flaggschiff von Konteradmiral Takama Tamotsu Zerstörergeschwader 4 |
| Zerstörer        | Asagumo  | Fregattenkapitän Iwahashi Tooru  |                                                                    |
| Zerstörer        | Kuroshio | Fregattenkapitän Ugaki Tamaki    |                                                                    |
| Zerstörer        | Yamagumo | Fregattenkapitän Ono Shiro       |                                                                    |
| Zerstörer        | Oyashio  | Fregattenkapitän Arima Tokiyoshi |                                                                    |
| Zerstörer        | Hayashio | Fregattenkapitän Kaneda Kiyoshi  |                                                                    |

| Schiffstyp       | Name      | Befehlshaber des Schiffs             | Anmerkung                                                   |
| ---------------- | --------- | ------------------------------------ | ----------------------------------------------------------- |
| Flugzeugträger   | Shōkaku   | Kapitän Masafumi Arima               | Flaggschiff von Vizeadmiral Nagumo Chūichi Trägerdivision 1 |
| Flugzeugträger   | Zuikaku   | Kapitän Nomoto Tameki                |                                                             |
| Schlachtschiff   | Hiei      | Kapitän Nishida Masao                | Konteradmiral Abe Hiroaki Schlachtschiffdivision 1          |
| Schlachtschiff   | Kirishima | Kapitän Iwabuchi Sanji               |                                                             |
| Schwerer Kreuzer | Suzuya    | Kapitän Kimura Masatomi              |                                                             |
| Schwerer Kreuzer | Chikuma   | Kapitän Komura Keizō                 |                                                             |
| Schwerer Kreuzer | Kumano    | Kapitän Tanaka Kikumatsu             |                                                             |
| Leichter Kreuzer | Nagara    | Kapitän Tawara Yoshioki              |                                                             |
| Zerstörer        | Akigumo   | Fregattenkapitän Soma Masahira       |                                                             |
| Zerstörer        | Yūgumo    | Fregattenkapitän Semba Shigeo        |                                                             |
| Zerstörer        | Makigumo  | Fregattenkapitän Fujita Isamu        |                                                             |
| Zerstörer        | Kazegumo  | Fregattenkapitän Yoshida Masayoshi   |                                                             |
| Zerstörer        | Shikinami | Korvettenkapitän Kawahashi Akifumi   |                                                             |
| Zerstörer        | Akizuki   | Fregattenkapitän Koga Yasuji         |                                                             |
| Zerstörer        | Hatsukaze | Fregattenkapitän Takahashi Kameshiro |                                                             |
| Zerstörer        | Maikaze   | Fregattenkapitän Nakasugi Seiji      |                                                             |
| Zerstörer        | Nowaki    | Fregattenkapitän Koga Mogotaro       |                                                             |
| Zerstörer        | Tanikaze  | Fregattenkapitän Katsumi Motoi       |                                                             |
| Zerstörer        | Yukikaze  | Fregattenkapitän Sugama Ryokichi     |                                                             |

| Schiffstyp        | Name      | Befehlshaber des Schiffs              | Anmerkung                                            |
| ----------------- | --------- | ------------------------------------- | ---------------------------------------------------- |
| Schlachtschiff    | Mutsu     | Kapitän Yamazumi Teijiro              | Vizeadmiral Shimizu Mitsumi Schlachtschiffdivision 2 |
| Seeflugzeugträger | Chitose   | Kapitän Furukawa Tamotsu              |                                                      |
| Zerstörer         | Natsugumo | Fregattenkapitän Tsukamoto Shutaro    |                                                      |
| Zerstörer         | Murasame  | Korvettenkapitän Suenaga Naoji        |                                                      |
| Zerstörer         | Harusame  | Korvettenkapitän Kamiyama Masao       |                                                      |
| Zerstörer         | Samidare  | Fregattenkapitän Matsubara Takisaburo |                                                      |

| Schiffstyp       | Name        | Befehlshaber des Schiffs           | Anmerkung |
| ---------------- | ----------- | ---------------------------------- | --------- |
| Flugzeugträger   | Ryūjō       | Kapitän Kato Tadao                 |           |
| Schwerer Kreuzer | Tone        | Kapitän Kobe Yuji                  |           |
| Zerstörer        | Amatsukaze  | Fregattenkapitän Hara Tameichi     |           |
| Zerstörer        | Tokitsukaze | Fregattenkapitän Nakahara Giichiro |           |